# BonVenture
BonVenture — германская группа, состоящая из нескольких одноимённых номерных инвестиционных фондов и управляющей компании (BonVenture Management GmbH; BVM GmbH), пионер инвестиций социального воздействия в немецкоговорящих странах.
Среди целевых объектов инвестирования BonVenture решение проблем безработицы, образования, медицинского и социального обеспечения детей и подростков, инвалидов, пожилых и социально незащищённых людей; решение экологических проблем, распространение солнечной и регенеративных видов энергии, а также экологических технологий.

## Организация
BonVenture Gruppe основана в 2003 году Хорстом Госсом (нем. Horst Goß) и Эрвином Штайлом (нем. Erwin Stahl), воодушевлённых успешностью социального инвестирования в США.
Руководит компанией Эрвин Штайл (нем. Erwin Stahl).
Штаб-квартира BonVenture Gruppe расположена в Мюнхене (Германия).
Деятельность компании сосредоточено в основном в немецкоговорящих странах, в частности в Германии, Австрии и Швейцарии.

## Деятельность
Управляющая компания BonVenture дискретно создаёт серию фондов (на 2015 момент — третий), которые собирают средства социальных инвесторов.
Затем, после их наполнения, управляющие ежегодно инвестируют в несколько социальных предприятий от 100 тыс. до 1,5 млн евро в один проект.
Целевыми инвестициями BonVenture являются предприятия на ранней стадии: от запуска до расширения включительно.
Компания приемлет практически любой вид инвестиций — вложения в капитал, промежуточное финансирование, кредиты с и без залогов.
Причём компания готова к соинвестициям в проекты.
Компания стремится выйти из проектов на горизонте от трёх до восьми лет.
BonVenture оказывает также консультационные услуги для всех стейкхолдеров.
Инвестиции BonVenture нацелены в первую очередь на рост социального капитала, поэтому компания осуществляет инвестиции, в том числе и в некоммерческом секторе.
Тем не менее, обычно управляющие ожидают 6 %-10 % годовых финансовой отдачи от инвестируемых предприятий.

## Показатели деятельности
На момент создания общий объём управляемых группой средств составлял 2,2 млн евро.
В 2005 году капитал группы составил 5,5 млн евро.

## Дополнительная информация
BonVenture Gruppe является соавтором вышедших в 2010 году в Германии стандартов социальной отчётности — Social Reporting Standart (SRS).